# 阿部蒲鉾店
株式会社阿部蒲鉾店（あべかまぼこてん）は、宮城県仙台市青葉区に本社を置く笹かまぼこなどの魚肉練り製品の製造、販売を行う企業である。

## 概要
仙台の名産品である「笹かまぼこ」を贈答品、土産向けに製造、販売を展開している。本店は、仙台市青葉区中央のクリスロード商店街にある。

## 沿革
- 1935年10月 - 宮城県仙台市新伝馬町43番地（現：宮城県仙台市青葉区中央2丁目3番18号）に、「阿部蒲鉾店」として、蒲鉾の製造および販売業を営む。初代社長は阿部 秀雄。
- 1949年2月 - 「株式会社阿部蒲鉾店」に改組
- 1954年6月 - 皇室献上
- 1964年12月 - 宮城県仙台市大町3丁目160番地に工場「阿部かまぼこセンター」を建設、製造部を移転し生産の拡充を図る
- 1973年9月 - 宮城県仙台市青葉区中央2丁目3番18号に、阿部蒲鉾店「中央店（現：本店）」落成
- 1986年10月 - 宮城県泉市（現：宮城県仙台市泉区）に「新工場」落成。
- 2007年12月 - 第29回食品産業優良企業等表彰にて「農林水産大臣賞」を受賞
- 2008年6月 - 「本社」を宮城県仙台市青葉区中央2丁目3番18号に移転
- 2013年3月 - 食品安全マネジメントシステム「ISO22000：2005」の認証をうける
- 2014年3月 - 「全商品の脱合成保存料化」に成功
- 2016年9月 - 笹かまぼこ業界初の減塩商品「減塩 阿部の笹かまぼこ」を発売

## 工場
- 泉工場 - 宮城県仙台市泉区明通4-10

## 主な製品
笹かまぼこ
「阿部の笹かまぼこ」、「吟撰笹」、「笹だより」、「減塩 阿部の笹かまぼこ」
蒸しかまぼこ
「チーズボール」
揚げかまぼこ
「菜ころん（さいころん）」
テイクアウト商品
「ひょうたん揚げ」